# Atentado da rua Tonelero
O atentado da rua Tonelero foi uma ação violenta, com viés político, que visou o assassinato do jornalista e político Carlos Lacerda, na madrugada do dia 5 de agosto de 1954, em frente à sua residência, no número 180 da rua Tonelero, em Copacabana, Rio de Janeiro, que culminou na morte do major-aviador Rubens Florentino Vaz e no ferimento do guarda municipal Sálvio Romeiro.
Ganhou importância histórica por se constituir o marco da derrocada do então Presidente da República Getúlio Vargas, levando-o ao suicídio, dezenove dias depois.

## Atentado
Lacerda, um dos principais opositores do Governo Vargas, iniciara sua campanha a deputado federal. Como havia sido ameaçado de morte algumas vezes, um grupo de simpatizantes, oficiais de Aeronáutica, decidiu servir-lhe de segurança durante seus comícios. Depois de um deles, realizado na noite de 4 de agosto de 1954, no pátio do Colégio São José, o jornalista voltou para casa acompanhado de seu filho Sérgio, de quinze anos, no automóvel do major-aviador Rubens Florentino Vaz. Ao chegar na rua Tonelero, os três saltaram do veículo e, ao se despedirem, uma pessoa surgiu das sombras e disparou vários tiros. O major, desarmado, tentou se defender, mas foi atingido no peito. Enquanto isso, Lacerda levou seu filho para a garagem do prédio e voltou disparando contra o agressor, que fugiu num táxi. Um guarda municipal que estava nas proximidades, Sálvio Romeiro, ouviu os estampidos e, ao verificar o que estava acontecendo, também foi atingido por um tiro, mas anotou a placa do veículo fugitivo.

## Investigação

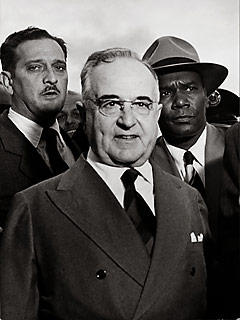
Getúlio Vargas e sua guarda pessoal, chefiada por Gregório Fortunato, à sua esquerda (lado direito da foto).

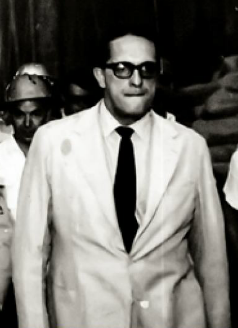
Carlos Lacerda, grande coordenador da oposição a Getúlio Vargas

Naquela mesma madrugada a imprensa passou a divulgar os detalhes do crime. O motorista do táxi, Nelson Raimundo de Souza, sabendo então que seu veículo fora identificado, decidiu se apresentar em uma delegacia. Inicialmente alegou inocência e que apenas pegara o passageiro, não tendo conhecimento do crime, mas confessou seu envolvimento após depoimento à Polícia Militar. Aos interrogadores, Nelson Raimundo afirmou que levara duas pessoas até a rua Tonelero, na noite do atentado contra Lacerda. Uma delas não sabia de quem se tratava. Mas a outra conhecia bem. Era Climério Euribes de Almeida, integrante da guarda pessoal do presidente da República e amigo de Gregório Fortunato.
Quando a polícia foi à casa do suspeito, no bairro do Méier, ele já havia desaparecido. Um grande efetivo foi mobilizado para sua captura. Na madrugada, a polícia divulgou uma nota oficial à imprensa, com o conteúdo do depoimento do motorista Nelson Raimundo e informando que determinara a realização de várias diligências na busca de Climério. A operação envolveu cerca de duzentos homens armados, viaturas militares e até mesmo helicópteros, e se estenderam por quatro estados: Rio de Janeiro, São Paulo, Paraná e Rio Grande do Sul.
O ponto de táxi de Nelson ficava na Rua Silveira Martins, esquina da Rua do Catete – junto ao então palácio presidencial – e costumava servir aos integrantes da guarda pessoal de Getúlio. Um desses integrantes, Climério Euribes de Almeida, combinara com o taxista de dar fuga em seu veículo a ele e um pistoleiro, Alcino João do Nascimento.
Alcino, na verdade um marceneiro em dificuldades financeiras, fora contratado meses antes por José Antônio Soares para executar um desafeto. Ele aceitara prontamente o serviço, matando porém a pessoa errada. Isso não impediu que José o indicasse para cumprir uma tarefa semelhante encomendada por Climério. Ficou acertado que o atentado seria cometido durante um comício de Lacerda na cidade de Barra Mansa. Entretanto o carro de Nelson enguiçou, forçando o adiamento para 4 de agosto, data do próximo comício do jornalista. No dia, Climério e Alcino seguiram para o Colégio São José, mas o taxista, que deveria encontrá-los ali para a fuga, se atrasou. Já tarde da noite, os três decidiram seguir então para a casa de Lacerda.
Após a troca de tiros, Lacerda sai ferido no pé, e o major Vaz, depois de ser atingido por duas balas de uma pistola calibre 45 (de uso exclusivo das Forças Armadas), morre a caminho do hospital. Alcino afirmou que o mandante do crime foi Lutero Vargas, filho de Getúlio Vargas e desafeto de Carlos Lacerda. O comando da Aeronáutica assumiu as investigações em 8 de agosto, mesmo dia em que Gregório Fortunato, chefe da guarda pessoal de Getúlio e apontado como mandante do crime, confessa sua participação. Climério e Alcino são capturados pouco tempo depois.

## Consequências
A crise política que se seguiu ao episódio, em particular com os militares inconformados com morte de um dos seus, agravada pelos ataques violentos de Lacerda e seus seguidores ao presidente, sem que houvesse um moderador, agigantou a onda contrária a Getúlio Vargas. Diante dos pedidos de renúncia à presidência que começaram a se multiplicar, em 23 de agosto, o presidente reuniu-se com os seus ministros no Palácio do Catete, a fim de analisar o quadro político. Ficou decidido que o presidente entraria em licença, voltando ao poder quando as investigações sobre o atentado estivessem concluídas. Duas horas mais tarde, quase às cinco horas da madrugada do dia 24, Benjamin Vargas, irmão de Getúlio, chegou ao Palácio com a informação de que os militares queriam mesmo a renúncia. Como resposta, ao se retirar para o seu quarto, Getúlio afirmou: "Só morto sairei do Catete!" Momentos mais tarde ouviu-se um tiro: Getúlio estava morto com um tiro no coração.
Alcino foi condenado a 33 anos de prisão, pena depois reduzida. Cumpriu 23 anos e sobreviveu a duas tentativas de assassinato. Gregório foi condenado a 25 anos, vindo a ser assassinado na prisão, assim como Climério, condenado a 33 anos. José Antônio Soares foi condenado a 26 anos. Nelson Raimundo a 11 anos.

## Outras interpretações
A história oficial, revalidada pelo júri popular que condenou os autores do crime em 1956, continua sendo contestada por pessoas que apontam inconsistências na investigação e perguntas que permaneceram sem resposta.
Um dos principais motivadores de dúvidas seria o inquérito criminal, escrito num tom demasiado anti-Vargas e recheado de expressões como "covarde atentado" e "mentiroso depoimento", entre outras. Não houve reconstituição do crime ou a acareação entre Lacerda, (que inicialmente teria afirmado que seriam três pessoas disparando contra ele) e o pistoleiro Alcino.
Outra questão foi o amadorismo dos autores do crime, que deixaram pistas evidentes que imediatamente conduziram às investigações ao Palácio do Catete. Defensores de teorias conspiratórias entendem que isso teria sido intencional, para precipitar uma crise política que teria como consequência a saída de Vargas da presidência da república. Não existe nenhum depoimento ou prova apoiando essa tese, que se encontra no terreno das suposições.